# تشارلز أ. تشيفر
تشارلز أ. تشيفر (بالإنجليزية: Charles A. Cheever)‏ هو شخصية أعمال ومخترع أمريكي، ولد في 7 سبتمبر 1852 في بوسطن في الولايات المتحدة، وتوفي في 2 مايو 1900 في نيويورك في الولايات المتحدة.